# Kim Yun-ho
Kim Yun-ho (김윤호?; 21 marzo 1963) è un ex cestista sudcoreano.

## Carriera
Con la Corea del Sud ha disputato i Giochi di Seul 1988 e i Campionati del mondo del 1986.